# 张若千
张若千（1921年10月12日—2013年1月31日），原名张兰亭，汉族，河南渑池县英豪镇人，中华人民共和国政治人物。

## 生平
1935年以前在河南渑池县英豪镇念私塾。1935年夏至1938年7月：开封两河中学念初中。1938年7月参加抗日，同年8月加入中国共产党。1938年7月至1938年11月：陕西安吴堡青训班学员、西北“青救会”工作员。1938年11月至1939年9月，任延安抗大、晋东南抗大学员、文书、锄奸组长，十八集团军政治部锄奸训练班学员。1939年9月至1940年6月：晋冀豫边区纵队政治部锄奸部科员。1940年6月至1947年9月，任129师、太行军区锄奸部科员、副科长，晋冀鲁豫军区保卫部一科科长。1947年9月至1949年4月，任河南新县县委常委、副书记，鄂豫军区二分区政治部组织科长，郑州市工委委员兼军管会公安接管组副组长，中原军区保卫部一科科长。1949年4月至1949年12月，任南京军管会公安局政保处副处长，第二野战军政治部保卫部一科科长。
1949年12月至1956年1月，任重庆市公安局政保处处长、副局长。1956年1月至1972年2月，任四川省重庆市人委政法办主任，重庆市农林水利局副局长、局长，兼重庆市农科院柑橘研究所党委书记和副所长，重庆市人委农办副主任兼农业局长。1972年2月至1979年3月，任四川省重庆市委农工部副部长、市农办副主任。
1979年3月至1983年6月，任四川省委第二党校校长、党委书记，兼重庆市农科院柑橘研究所党委书记。1983年6月至1985年11月，任四川省重庆市委委员、市纪委书记。1985年11月，离职休养。2013年1月31日14时38分，在重庆市重医附一院逝世，享年92岁。